# منذر خلف
منذر خلف (انگلیسی: Munthir Khalaf; ۱ ژوئیهٔ ۱۹۷۰ – ۱۴ مارس ۲۰۰۸) بازیکن فوتبال اهل عراق بود.
وی همچنین در تیم ملی فوتبال عراق بازی کرده‌است.